# 샹송 레알리스트
샹송 레알리스트(Chanson réaliste)는 '현실적 샹송'이라는 뜻이다. 생활의 어려움이나 인생의 비극을 적나라하게 노래한 샹송이다. 제2차 세계 대전이 끝나기 전까지 1880년대부터 주로 프랑스에서 공연된 음악 스타일을 말한다. 이것을 레퍼토리로 하는 가수를 샹퇴즈(남성이면 샹퇴르) 레알리스트라고 한다. 그 창시자는 아리스티드 브뤼앙이라고 하며, 제2차대전 전에는 프뢰르 다미아·이본느 조르주가 이 분야의 뛰어난 가수였다.

## 같이 보기
- 샹송
- 벨 에포크